# Montagne, Isère
Montagne är en kommun i departementet Isère i regionen Auvergne-Rhône-Alpes i sydöstra Frankrike. Kommunen ligger i kantonen Saint-Marcellin som tillhör arrondissementet Grenoble. År 2022 hade Montagne 273 invånare.

## Befolkningsutveckling
Antalet invånare i kommunen Montagne
Referens:INSEE